# Michael Mifsud
Michael Mifsud (Pietà, 17 aprile 1981) è un ex calciatore maltese, di ruolo attaccante.
Considerato una vera e propria leggenda del calcio maltese, detiene attualmente il record di presenze totali con la nazionale maltese, di cui è inoltre il migliore marcatore di tutti i tempi con 42 gol e in cui ha militato dal 2000 al 2020.
È stato scelto come Sportivo maltese dell'anno nel 2001 e nel 2003.

## Carriera

### Club
Mifsud inizia la sua carriera nelle file dello Sliema Wanderers nel 1997, club con il quale debutta nella Premier League di Malta. Nell'estate 2001, a 20 anni, si trasferisce al Kaiserslautern.
Dopo due anni passati in Bundesliga, tornò allo Sliema nel mercato invernale della stagione 2003-04, conquistando sia Liga che Coppa. Al termine della stagione, firmò per i norvegesi del Lillestrøm, dove restò per quattro stagioni. Nel dicembre 2006 si trasferisce infine al Coventry City, dove diventa un punto di forza nell'attacco degli Sky Blues. Nel gennaio 2009 viene acquistato in prestito da un'altra squadra di Championship, il Barnsley. Nel giugno 2009 il Coventry City gli ha rescisso il contratto. Dopo un periodo di inattività, ritorna in patria per giocare con il club del Valletta dove mette a segno 7 gol in 7 gare di campionato, vincendo anche la Coppa nazionale.
Il 6 luglio 2011 firma un contratto valido fino al 2015 con il Valletta. Il 24 settembre 2012 realizza 6 reti nella partita vinta per 8-2 contro gli Ħamrun Spartans.
Nel 2018, dopo la doppia vittoria di campionato e coppa si accasa al Birkirkara, siglando da svincolato un contratto annuale. Trascorre anche la stagione 2018-19 con la maglia del Birkirkara, prima di stipulare, nell'agosto 2020, un contratto di durata annuale con i Sirens, squadra militante nella Premier League maltese.
L'esperienza con la squadra di San Pawl il-Baħar è però di breve durata: nel gennaio 2021 infatti Mifsud rescinde il contratto per motivi personali, accasandosi pochi giorni dopo al Mosta, con il quale sigla un contratto fino a fine stagione.

### Nazionale
Con la Nazionale di Malta ha segnato 41 gol, questo lo porta al primo posto nella classifica dei massimi goleador della sua Nazionale. Debuttò il 10 febbraio 2000 in una partita giocata contro l'Albania disputata nello stadio Ta' Qali, mentre il suo primo gol risale al 25 aprile 2001 contro l'Islanda; nelle qualificazioni ad Euro 2008 ha segnato 3 gol.
Il 26 marzo 2008, nell'amichevole contro il Liechtenstein, segnò 5 gol nella più grande vittoria di sempre della Nazionale maltese, il risultato finale fu di 7-1.
Nella gara di qualificazione mondiale contro l'Italia del 26 marzo 2013, persa 0-2, ha fallito un rigore decisivo sullo 0-1 ed ha colpito una traversa pochi minuti dopo.
Il 7 giugno 2013 realizza contro l'Armenia il gol partita che permette alla sua nazionale di ottenere dopo vent'anni una vittoria in una gara esterna non amichevole. L'ultima infatti risaliva al maggio 1993 contro l'Estonia (0-1), durante le qualificazioni a USA '94.
Lascia la sua nazionale dopo una militanza ventennale nel 2020: l'11 novembre viene infatti convocato dal c.t. Devis Mangia per disputare la sua ultima partita contro il Liechtenstein, nella quale realizza anche la sua ultima rete. Chiude l'esperienza nella rappresentativa maltese con 143 presenze e 42 reti realizzate.
Nel 2025, in occasione di una votazione tenutasi per i 125 anni della Federazione calcistica di Malta, è stato inserito nella migliore formazione di tutti i tempi della nazionale maltese.

## Statistiche

### Presenze e reti nei club
Statistiche aggiornate al 30 aprile 2022 .
| Stagione                 | Squadra                  | Campionato               | Campionato | Campionato | Coppe nazionali | Coppe nazionali | Coppe nazionali | Coppe continentali | Coppe continentali | Coppe continentali | Altre coppe | Altre coppe | Altre coppe | Totale | Totale |
| Stagione                 | Squadra                  | Comp                     | Pres       | Reti       | Comp            | Pres            | Reti            | Comp               | Pres               | Reti               | Comp        | Pres        | Reti        | Pres   | Reti   |
| ------------------------ | ------------------------ | ------------------------ | ---------- | ---------- | --------------- | --------------- | --------------- | ------------------ | ------------------ | ------------------ | ----------- | ----------- | ----------- | ------ | ------ |
| 1997-1998                | Sliema Wanderers         | PL                       | 6          | 1          | MC              | 0               | 0               | -                  | -                  | -                  | -           | -           | -           | 6      | 1      |
| 1998-1999                | Sliema Wanderers         | PL                       | 23         | 8          | MC              | 0               | 0               | -                  | -                  | -                  | -           | -           | -           | 23     | 8      |
| 1999-2000                | Sliema Wanderers         | PL                       | 28         | 21         | MC              | 0               | 0               | CU                 | 1                  | 0                  | -           | -           | -           | 29     | 21     |
| 2000-2001                | Sliema Wanderers         | PL                       | 25         | 20         | MC              | 0               | 0               | CU                 | 0                  | 0                  | SM          | 0           | 0           | 25     | 20     |
| 2001-2002                | Kaiserslautern II        | RL                       | 23         | 13         |                 | -               | -               | -                  | -                  | -                  | -           | -           | -           | 23     | 13     |
| 2002-2003                | Kaiserslautern II        | RL                       | 16         | 2          |                 | -               | -               | -                  | -                  | -                  | -           | -           | -           | 16     | 2      |
| 2003-gen. 2004           | Kaiserslautern II        | RL                       | 11         | 6          |                 | -               | -               | -                  | -                  | -                  | -           | -           | -           | 11     | 6      |
| Totale Kaiserslautern II | Totale Kaiserslautern II | Totale Kaiserslautern II | 50         | 21         |                 | -               | -               |                    | -                  | -                  |             | -           | -           | 50     | 21     |
| 2001-2002                | Kaiserslautern           | BL                       | 5          | 0          | CG              | 0               | 0               | -                  | -                  | -                  | -           | -           | -           | 5      | 0      |
| 2002-2003                | Kaiserslautern           | BL                       | 16         | 2          | CG              | 2               | 0               | Int                | 1                  | 0                  | -           | -           | -           | 19     | 2      |
| 2003-gen. 2004           | Kaiserslautern           | BL                       | 0          | 0          | CG              | 0               | 0               | CU                 | 0                  | 0                  | -           | -           | -           | 0      | 0      |
| Totale Kaiserslautern    | Totale Kaiserslautern    | Totale Kaiserslautern    | 21         | 2          |                 | 2               | 0               |                    | 1                  | 0                  |             | -           | -           | 24     | 2      |
| gen.-giu. 2004           | Sliema Wanderers         | PL                       | 0+12       | 0+8        | MC              | 0               | 0               | UCL                | -                  | -                  | SM          | -           | -           | 12     | 8      |
| ago. 2004                | Sliema Wanderers         | PL                       | 0          | 0          | MC              | 0               | 0               | UCL                | 2                  | 1                  | SM          | 0           | 0           | 2      | 1      |
| 2004                     | Lillestrøm               | ES                       | 9          | 0          | CN              | 1               | 0               | -                  | -                  | -                  | -           | -           | -           | 10     | 0      |
| 2005                     | Lillestrøm               | ES                       | 15         | 6          | CN              | 4               | 3               | -                  | -                  | -                  | -           | -           | -           | 19     | 9      |
| 2006                     | Lillestrøm               | ES                       | 24         | 11         | CN              | 4               | 3               | Int                | 3                  | 0                  | RL          | 4           | 0           | 35     | 14     |
| Totale Lillestrøm        | Totale Lillestrøm        | Totale Lillestrøm        | 48         | 17         |                 | 9               | 6               |                    | 3                  | 0                  |             | 4           | 0           | 64     | 23     |
| gen.-giu. 2007           | Coventry City            | FLC                      | 19         | 4          | FACup+CdL       | 0               | 0               | -                  | -                  | -                  | -           | -           | -           | 19     | 4      |
| 2007-2008                | Coventry City            | FLC                      | 41         | 10         | FACup+CdL       | 3+3             | 3+4             | -                  | -                  | -                  | -           | -           | -           | 47     | 17     |
| 2008-gen. 2009           | Coventry City            | FLC                      | 26         | 2          | FACup+CdL       | 1+2             | 0               | -                  | -                  | -                  | -           | -           | -           | 29     | 2      |
| Totale Coventry City     | Totale Coventry City     | Totale Coventry City     | 86         | 16         |                 | 9               | 7               |                    | -                  | -                  |             | -           | -           | 95     | 23     |
| gen.-giu. 2009           | Barnsley                 | FLC                      | 15         | 2          | FACup+CdL       | -               | -               | -                  | -                  | -                  | -           | -           | -           | 15     | 2      |
| mar.-giu. 2010           | Valletta                 | PL                       | 0+7        | 0+7        | MC              | 3               | 2               | UEL                | -                  | -                  | -           | -           | -           | 10     | 9      |
| gen.-giu. 2011           | Qormi                    | PL                       | 2+3        | 3+4        | MC              | 1               | 0               | -                  | -                  | -                  | -           | -           | -           | 6      | 7      |
| 2011-2012                | Valletta                 | PL                       | 14+7       | 7+3        | MC              | 3               | 2               | UCL                | 2                  | 1                  | SM          | 1           | 3           | 27     | 16     |
| 2012-2013                | Valletta                 | PL                       | 19+9       | 13+5       | MC              | 3               | 0               | UCL                | 4                  | 6                  | SM          | 1           | 1           | 36     | 25     |
| 2013-2014                | Melbourne Heart          | AL                       | 14         | 1          | -               | -               | -               | -                  | -                  | -                  | -           | -           | -           | 14     | 1      |
| 2014-2015                | Sliema Wanderers         | PL                       | 13+7       | 1+1        | MC              | 1               | 0               | UEL                | 2                  | 0                  | -           | -           | -           | 23     | 2      |
| 2015-gen. 2016           | Sliema Wanderers         | PL                       | 15         | 8          | MC              | 1               | 0               | -                  | -                  | -                  | -           | -           | -           | 16     | 8      |
| Totale Sliema Wanderers  | Totale Sliema Wanderers  | Totale Sliema Wanderers  | 108+19     | 59+9       |                 | 2               | 0               |                    | 5                  | 1                  |             | -           | -           | 134    | 69     |
| gen.-giu. 2016           | Valletta                 | PL                       | 3+11       | 1+3        | MC              | 1               | 0               | UEL                | -                  | -                  | -           | -           | -           | 15     | 4      |
| 2016-2017                | Valletta                 | PL                       | 23         | 4          | MC              | 0               | 0               | UCL                | 3                  | 0                  | SM          | 1           | 0           | 27     | 4      |
| 2017-2018                | Valletta                 | PL                       | 19         | 3          | MC              | 3               | 1               | UEL                | 4                  | 0                  | -           | -           | -           | 26     | 4      |
| Totale Valletta          | Totale Valletta          | Totale Valletta          | 78+34      | 28+18      |                 | 13              | 5               |                    | 13                 | 7                  |             | 3           | 4           | 141    | 62     |
| 2018-2019                | Birkirkara               | PL                       | 20         | 7          | MC              | 4               | 3               | UEL                | 2                  | 1                  | -           | -           | -           | 26     | 11     |
| 2019-2020                | Birkirkara               | PL                       | 16         | 2          | MC              | 1               | 0               | -                  | -                  | -                  | -           | -           | -           | 17     | 2      |
| Totale Birkirkara        | Totale Birkirkara        | Totale Birkirkara        | 36         | 9          |                 | 5               | 3               |                    | 2                  | 1                  |             | -           | -           | 43     | 13     |
| 2020-gen. 2021           | Sirens                   | PL                       | 9          | 1          | MC              | 0               | 0               | UEL                | 1                  | 0                  | -           | -           | -           | 10     | 1      |
| gen.-giu. 2021           | Mosta                    | PL                       | 8          | 2          | MC              | 2               | 0               | -                  | -                  | -                  | -           | -           | -           | 10     | 2      |
| 2021-2022                | Mosta                    | PL                       | 12+4       | 0+1        | MC              | 2               | 0               | UECL               | 2                  | 0                  | -           | -           | -           | 20     | 1      |
| Totale Mosta             | Totale Mosta             | Totale Mosta             | 20+4       | 2+1        |                 | 4               | 0               |                    | 2                  | 0                  |             | -           | -           | 30     | 3      |
| Totale carriera          | Totale carriera          | Totale carriera          | 547        | 193        |                 | 45              | 21              |                    | 27                 | 9                  |             | 7           | 4           | 626    | 227    |

### Cronologia presenze e reti in nazionale
| Cronologia completa delle presenze e delle reti in nazionale ― Malta | Cronologia completa delle presenze e delle reti in nazionale ― Malta | Cronologia completa delle presenze e delle reti in nazionale ― Malta | Cronologia completa delle presenze e delle reti in nazionale ― Malta | Cronologia completa delle presenze e delle reti in nazionale ― Malta | Cronologia completa delle presenze e delle reti in nazionale ― Malta | Cronologia completa delle presenze e delle reti in nazionale ― Malta | Cronologia completa delle presenze e delle reti in nazionale ― Malta |
| Data                                                                 | Città                                                                | In casa                                                              | Risultato                                                            | Ospiti                                                               | Competizione                                                         | Reti                                                                 | Note                                                                 |
| -------------------------------------------------------------------- | -------------------------------------------------------------------- | -------------------------------------------------------------------- | -------------------------------------------------------------------- | -------------------------------------------------------------------- | -------------------------------------------------------------------- | -------------------------------------------------------------------- | -------------------------------------------------------------------- |
| 10-2-2000                                                            | Ta' Qali                                                             | Malta                                                                | 0 – 1                                                                | Albania                                                              | Amichevole                                                           | -                                                                    |                                                                      |
| 28-5-2000                                                            | Ta' Qali                                                             | Malta                                                                | 0 – 1                                                                | Sudafrica                                                            | Amichevole                                                           | -                                                                    |                                                                      |
| 27-7-2000                                                            | Reykjavík                                                            | Islanda                                                              | 5 – 0                                                                | Malta                                                                | Amichevole                                                           | -                                                                    | 67’                                                                  |
| 25-4-2001                                                            | Ta' Qali                                                             | Malta                                                                | 1 – 4                                                                | Islanda                                                              | Qual. Mondiali 2002                                                  | 1                                                                    |                                                                      |
| 2-6-2001                                                             | Reykjavík                                                            | Islanda                                                              | 3 – 0                                                                | Malta                                                                | Qual. Mondiali 2002                                                  | -                                                                    |                                                                      |
| 6-6-2001                                                             | Copenaghen                                                           | Danimarca                                                            | 2 – 1                                                                | Malta                                                                | Qual. Mondiali 2002                                                  | -                                                                    |                                                                      |
| 15-8-2001                                                            | Sarajevo                                                             | Bosnia ed Erzegovina                                                 | 2 – 0                                                                | Malta                                                                | Amichevole                                                           | -                                                                    |                                                                      |
| 1-9-2001                                                             | Ta' Qali                                                             | Malta                                                                | 0 – 2                                                                | Bulgaria                                                             | Qual. Mondiali 2002                                                  | -                                                                    |                                                                      |
| 5-9-2001                                                             | Teplice                                                              | Rep. Ceca                                                            | 3 – 2                                                                | Malta                                                                | Qual. Mondiali 2002                                                  | -                                                                    | 74’                                                                  |
| 6-10-2001                                                            | Ta' Qali                                                             | Malta                                                                | 0 – 1                                                                | Irlanda del Nord                                                     | Qual. Mondiali 2002                                                  | -                                                                    |                                                                      |
| 14-11-2001                                                           | Paola                                                                | Malta                                                                | 2 – 1                                                                | Canada                                                               | Amichevole                                                           | 1                                                                    |                                                                      |
| 9-2-2002                                                             | Ta' Qali                                                             | Malta                                                                | 2 – 1                                                                | Giordania                                                            | Amichevole                                                           | 1                                                                    |                                                                      |
| 11-2-2002                                                            | Ta' Qali                                                             | Malta                                                                | 1 – 1                                                                | Lituania                                                             | Amichevole                                                           | -                                                                    |                                                                      |
| 13-2-2002                                                            | Ta' Qali                                                             | Malta                                                                | 3 – 0                                                                | Moldavia                                                             | Amichevole                                                           | 1                                                                    | 46’                                                                  |
| 27-3-2002                                                            | Ta' Qali                                                             | Malta                                                                | 1 – 1                                                                | Andorra                                                              | Amichevole                                                           | -                                                                    |                                                                      |
| 17-4-2002                                                            | Ta' Qali                                                             | Malta                                                                | 1 – 0                                                                | Azerbaigian                                                          | Amichevole                                                           | 1                                                                    |                                                                      |
| 21-8-2002                                                            | Skopje                                                               | Macedonia                                                            | 5 – 0                                                                | Malta                                                                | Amichevole                                                           | -                                                                    |                                                                      |
| 7-9-2002                                                             | Lubiana                                                              | Slovenia                                                             | 3 – 0                                                                | Malta                                                                | Qual. Euro 2004                                                      | -                                                                    | 89’                                                                  |
| 12-10-2002                                                           | Ta' Qali                                                             | Malta                                                                | 0 – 2                                                                | Israele                                                              | Qual. Euro 2004                                                      | -                                                                    |                                                                      |
| 16-10-2002                                                           | Ta' Qali                                                             | Malta                                                                | 0 – 4                                                                | Francia                                                              | Qual. Euro 2004                                                      | -                                                                    |                                                                      |
| 20-11-2002                                                           | Nicosia                                                              | Cipro                                                                | 2 – 1                                                                | Malta                                                                | Qual. Euro 2004                                                      | 1                                                                    |                                                                      |
| 29-3-2003                                                            | Lens                                                                 | Francia                                                              | 6 – 0                                                                | Malta                                                                | Qual. Euro 2004                                                      | -                                                                    |                                                                      |
| 30-4-2003                                                            | Ta' Qali                                                             | Malta                                                                | 1 – 3                                                                | Slovenia                                                             | Qual. Euro 2004                                                      | 1                                                                    |                                                                      |
| 7-6-2003                                                             | Ta' Qali                                                             | Malta                                                                | 1 – 2                                                                | Cipro                                                                | Qual. Euro 2004                                                      | -                                                                    |                                                                      |
| 19-8-2003                                                            | Esch-sur-Alzette                                                     | Lussemburgo                                                          | 1 – 1                                                                | Malta                                                                | Amichevole                                                           | -                                                                    | 84’                                                                  |
| 10-9-2003                                                            | Adalia                                                               | Israele                                                              | 2 – 2                                                                | Malta                                                                | Qual. Euro 2004                                                      | 1                                                                    |                                                                      |
| 16-2-2004                                                            | Ta' Qali                                                             | Malta                                                                | 5 – 2                                                                | Estonia                                                              | Amichevole                                                           | -                                                                    |                                                                      |
| 18-2-2004                                                            | Ta' Qali                                                             | Malta                                                                | 0 – 4                                                                | Bielorussia                                                          | Amichevole                                                           | -                                                                    | 41’                                                                  |
| 31-3-2004                                                            | Ta' Qali                                                             | Malta                                                                | 1 – 2                                                                | Finlandia                                                            | Amichevole                                                           | 1                                                                    |                                                                      |
| 27-5-2004                                                            | Friburgo in Brisgovia                                                | Germania                                                             | 7 – 0                                                                | Malta                                                                | Amichevole                                                           | -                                                                    | Cap.                                                                 |
| 18-8-2004                                                            | Toftir                                                               | Fær Øer                                                              | 3 – 2                                                                | Malta                                                                | Amichevole                                                           | 1                                                                    |                                                                      |
| 4-9-2004                                                             | Ta' Qali                                                             | Malta                                                                | 0 – 7                                                                | Svezia                                                               | Qual. Mondiali 2006                                                  | -                                                                    |                                                                      |
| 9-10-2004                                                            | Ta' Qali                                                             | Malta                                                                | 0 – 0                                                                | Islanda                                                              | Qual. Mondiali 2006                                                  | -                                                                    |                                                                      |
| 13-10-2004                                                           | Sofia                                                                | Bulgaria                                                             | 4 – 1                                                                | Malta                                                                | Qual. Mondiali 2006                                                  | 1                                                                    |                                                                      |
| 17-11-2004                                                           | Ta' Qali                                                             | Malta                                                                | 0 – 2                                                                | Ungheria                                                             | Qual. Mondiali 2006                                                  | -                                                                    |                                                                      |
| 30-3-2005                                                            | Zagabria                                                             | Croazia                                                              | 3 – 0                                                                | Malta                                                                | Qual. Mondiali 2006                                                  | -                                                                    | 68’                                                                  |
| 4-6-2005                                                             | Göteborg                                                             | Svezia                                                               | 6 – 0                                                                | Malta                                                                | Qual. Mondiali 2006                                                  | -                                                                    |                                                                      |
| 8-6-2005                                                             | Reykjavík                                                            | Islanda                                                              | 4 – 1                                                                | Malta                                                                | Qual. Mondiali 2006                                                  | -                                                                    |                                                                      |
| 1-3-2006                                                             | Ta' Qali                                                             | Malta                                                                | 0 – 2                                                                | Georgia                                                              | Amichevole                                                           | -                                                                    |                                                                      |
| 15-8-2006                                                            | Bratislava                                                           | Slovacchia                                                           | 3 – 0                                                                | Malta                                                                | Amichevole                                                           | -                                                                    | 46’                                                                  |
| 2-9-2006                                                             | Ta' Qali                                                             | Malta                                                                | 2 – 5                                                                | Bosnia ed Erzegovina                                                 | Qual. Euro 2008                                                      | 1                                                                    |                                                                      |
| 6-9-2006                                                             | Francoforte sul Meno                                                 | Turchia                                                              | 2 – 0                                                                | Malta                                                                | Qual. Euro 2008                                                      | -                                                                    |                                                                      |
| 11-10-2006                                                           | Ta' Qali                                                             | Malta                                                                | 2 – 1                                                                | Ungheria                                                             | Qual. Euro 2008                                                      | -                                                                    |                                                                      |
| 15-11-2006                                                           | Paola                                                                | Malta                                                                | 1 – 4                                                                | Lituania                                                             | Amichevole                                                           | -                                                                    | 42’                                                                  |
| 7-2-2007                                                             | Ta' Qali                                                             | Malta                                                                | 1 – 1                                                                | Austria                                                              | Qual. Euro 2008                                                      | -                                                                    |                                                                      |
| 24-3-2007                                                            | Chișinău                                                             | Moldavia                                                             | 1 – 1                                                                | Malta                                                                | Qual. Euro 2008                                                      | -                                                                    | 90’                                                                  |
| 28-3-2007                                                            | Ta' Qali                                                             | Malta                                                                | 0 – 1                                                                | Grecia                                                               | Qual. Euro 2008                                                      | -                                                                    |                                                                      |
| 2-6-2007                                                             | Oslo                                                                 | Norvegia                                                             | 4 – 0                                                                | Malta                                                                | Qual. Euro 2008                                                      | -                                                                    | 83’                                                                  |
| 6-6-2007                                                             | Sarajevo                                                             | Bosnia ed Erzegovina                                                 | 1 – 0                                                                | Malta                                                                | Qual. Euro 2008                                                      | -                                                                    |                                                                      |
| 8-9-2007                                                             | Ta' Qali                                                             | Malta                                                                | 2 – 2                                                                | Turchia                                                              | Qual. Euro 2008                                                      | -                                                                    |                                                                      |
| 13-10-2007                                                           | Budapest                                                             | Ungheria                                                             | 2 – 0                                                                | Malta                                                                | Qual. Euro 2008                                                      | -                                                                    |                                                                      |
| 17-10-2007                                                           | Ta' Qali                                                             | Malta                                                                | 2 – 3                                                                | Moldavia                                                             | Qual. Euro 2008                                                      | 1                                                                    |                                                                      |
| 17-11-2007                                                           | Amarousio                                                            | Grecia                                                               | 5 – 0                                                                | Malta                                                                | Qual. Euro 2008                                                      | -                                                                    | 78’                                                                  |
| 21-11-2007                                                           | Ta' Qali                                                             | Malta                                                                | 1 – 4                                                                | Norvegia                                                             | Qual. Euro 2008                                                      | 1                                                                    | Cap. 50’ 87’                                                         |
| 6-2-2008                                                             | Ta' Qali                                                             | Malta                                                                | 0 – 1                                                                | Bielorussia                                                          | Amichevole                                                           | -                                                                    |                                                                      |
| 26-3-2008                                                            | Ta' Qali                                                             | Malta                                                                | 7 – 1                                                                | Liechtenstein                                                        | Amichevole                                                           | 5                                                                    |                                                                      |
| 30-5-2008                                                            | Graz                                                                 | Austria                                                              | 5 – 1                                                                | Malta                                                                | Amichevole                                                           | 1                                                                    | 6’ 64’                                                               |
| 20-8-2008                                                            | Tallinn                                                              | Estonia                                                              | 2 – 1                                                                | Malta                                                                | Amichevole                                                           | -                                                                    |                                                                      |
| 6-9-2008                                                             | Ta' Qali                                                             | Malta                                                                | 0 – 4                                                                | Portogallo                                                           | Qual. Mondiali 2010                                                  | -                                                                    |                                                                      |
| 10-9-2008                                                            | Tirana                                                               | Albania                                                              | 3 – 0                                                                | Malta                                                                | Qual. Mondiali 2010                                                  | -                                                                    |                                                                      |
| 11-10-2008                                                           | Copenaghen                                                           | Danimarca                                                            | 3 – 0                                                                | Malta                                                                | Qual. Mondiali 2010                                                  | -                                                                    | 87’                                                                  |
| 15-10-2008                                                           | Ta' Qali                                                             | Malta                                                                | 0 – 1                                                                | Ungheria                                                             | Qual. Mondiali 2010                                                  | -                                                                    |                                                                      |
| 19-11-2008                                                           | Paola                                                                | Malta                                                                | 0 – 1                                                                | Islanda                                                              | Amichevole                                                           | -                                                                    |                                                                      |
| 11-2-2009                                                            | Ta' Qali                                                             | Malta                                                                | 0 – 0                                                                | Albania                                                              | Qual. Mondiali 2010                                                  | -                                                                    |                                                                      |
| 28-3-2009                                                            | Ta' Qali                                                             | Malta                                                                | 0 – 3                                                                | Danimarca                                                            | Qual. Mondiali 2010                                                  | -                                                                    | Cap. 39’                                                             |
| 1-4-2009                                                             | Budapest                                                             | Ungheria                                                             | 3 – 0                                                                | Svezia                                                               | Qual. Mondiali 2010                                                  | -                                                                    | 16’                                                                  |
| 12-8-2009                                                            | Ta' Qali                                                             | Malta                                                                | 2 – 0                                                                | Georgia                                                              | Amichevole                                                           | 2                                                                    |                                                                      |
| 4-9-2009                                                             | Ta' Qali                                                             | Malta                                                                | 0 – 2                                                                | Capo Verde                                                           | Amichevole                                                           | -                                                                    |                                                                      |
| 9-9-2009                                                             | Ta' Qali                                                             | Malta                                                                | 0 – 1                                                                | Svezia                                                               | Qual. Mondiali 2010                                                  | -                                                                    | 86’                                                                  |
| 10-10-2009                                                           | Vila Real de Santo António                                           | Angola                                                               | 2 – 1                                                                | Malta                                                                | Amichevole                                                           | -                                                                    |                                                                      |
| 14-10-2009                                                           | Guimarães                                                            | Portogallo                                                           | 4 – 0                                                                | Malta                                                                | Qual. Mondiali 2010                                                  | -                                                                    |                                                                      |
| 18-11-2009                                                           | Paola                                                                | Malta                                                                | 1 – 4                                                                | Bulgaria                                                             | Amichevole                                                           | 1                                                                    |                                                                      |
| 3-3-2010                                                             | Ta' Qali                                                             | Malta                                                                | 1 – 2                                                                | Finlandia                                                            | Amichevole                                                           | 1                                                                    | Cap. 86’                                                             |
| 13-5-2010                                                            | Aquisgrana                                                           | Germania                                                             | 3 – 0                                                                | Malta                                                                | Amichevole                                                           | -                                                                    | Cap. 83’                                                             |
| 11-8-2010                                                            | Ta' Qali                                                             | Malta                                                                | 1 – 1                                                                | Macedonia                                                            | Amichevole                                                           | 1                                                                    | Cap.                                                                 |
| 2-9-2010                                                             | Ramat Gan                                                            | Israele                                                              | 3 – 1                                                                | Malta                                                                | Qual. Euro 2012                                                      | -                                                                    | Cap.                                                                 |
| 7-9-2010                                                             | Ta' Qali                                                             | Malta                                                                | 0 – 2                                                                | Lettonia                                                             | Qual. Euro 2012                                                      | -                                                                    | Cap. 58’                                                             |
| 8-10-2010                                                            | Tbilisi                                                              | Georgia                                                              | 1 – 0                                                                | Malta                                                                | Qual. Euro 2012                                                      | -                                                                    | Cap.                                                                 |
| 17-11-2010                                                           | Zagabria                                                             | Croazia                                                              | 3 – 0                                                                | Malta                                                                | Qual. Euro 2012                                                      | -                                                                    |                                                                      |
| 9-2-2011                                                             | Ta' Qali                                                             | Malta                                                                | 0 – 0                                                                | Svizzera                                                             | Amichevole                                                           | -                                                                    | Cap.                                                                 |
| 26-3-2011                                                            | Ta' Qali                                                             | Malta                                                                | 0 – 1                                                                | Grecia                                                               | Qual. Euro 2012                                                      | -                                                                    | Cap.                                                                 |
| 4-6-2011                                                             | Atene                                                                | Grecia                                                               | 3 – 1                                                                | Malta                                                                | Qual. Euro 2012                                                      | 1                                                                    | Cap.                                                                 |
| 10-8-2011                                                            | Ta' Qali                                                             | Malta                                                                | 2 – 1                                                                | Rep. Centrafricana                                                   | Amichevole                                                           | 2                                                                    | Cap.                                                                 |
| 2-9-2011                                                             | Ta' Qali                                                             | Malta                                                                | 1 – 3                                                                | Croazia                                                              | Qual. Euro 2012                                                      | 1                                                                    | Cap. 82’                                                             |
| 6-9-2011                                                             | Ta' Qali                                                             | Malta                                                                | 1 – 1                                                                | Georgia                                                              | Qual. Euro 2012                                                      | 1                                                                    | Cap.                                                                 |
| 11-10-2011                                                           | Ta' Qali                                                             | Malta                                                                | 0 – 2                                                                | Israele                                                              | Qual. Euro 2012                                                      | -                                                                    | Cap.                                                                 |
| 29-2-2012                                                            | Ta' Qali                                                             | Malta                                                                | 2 – 1                                                                | Liechtenstein                                                        | Amichevole                                                           | 2                                                                    | Cap.                                                                 |
| 2-6-2012                                                             | Lussemburgo                                                          | Lussemburgo                                                          | 0 – 2                                                                | Malta                                                                | Amichevole                                                           | 2                                                                    | Cap.                                                                 |
| 14-8-2012                                                            | Serravalle                                                           | San Marino                                                           | 2 – 3                                                                | Malta                                                                | Amichevole                                                           | 2                                                                    | Cap. 86’                                                             |
| 7-9-2012                                                             | Ta' Qali                                                             | Malta                                                                | 0 – 1                                                                | Armenia                                                              | Qual. Mondiali 2014                                                  | -                                                                    | Cap.                                                                 |
| 11-9-2012                                                            | Modena                                                               | Italia                                                               | 2 – 0                                                                | Malta                                                                | Qual. Mondiali 2014                                                  | -                                                                    | Cap.                                                                 |
| 12-10-2012                                                           | Plzeň                                                                | Rep. Ceca                                                            | 3 – 1                                                                | Malta                                                                | Qual. Mondiali 2014                                                  | -                                                                    | Cap.                                                                 |
| 6-2-2013                                                             | Ta' Qali                                                             | Malta                                                                | 0 – 0                                                                | Irlanda del Nord                                                     | Amichevole                                                           | -                                                                    | Cap. 89’                                                             |
| 22-3-2013                                                            | Sofia                                                                | Bulgaria                                                             | 6 – 0                                                                | Malta                                                                | Qual. Mondiali 2014                                                  | -                                                                    | Cap.                                                                 |
| 26-3-2013                                                            | Ta' Qali                                                             | Malta                                                                | 0 – 2                                                                | Italia                                                               | Qual. Mondiali 2014                                                  | -                                                                    | Cap. 88’                                                             |
| 7-6-2013                                                             | Erevan                                                               | Armenia                                                              | 0 – 1                                                                | Malta                                                                | Qual. Mondiali 2014                                                  | 1                                                                    | Cap. 58’ 90+2’                                                       |
| 14-8-2013                                                            | Baku                                                                 | Azerbaigian                                                          | 3 – 0                                                                | Malta                                                                | Amichevole                                                           | -                                                                    | Cap. 90’                                                             |
| 6-9-2013                                                             | Ta' Qali                                                             | Malta                                                                | 1 – 2                                                                | Danimarca                                                            | Qual. Mondiali 2014                                                  | -                                                                    | Cap. 81’                                                             |
| 10-9-2013                                                            | Ta' Qali                                                             | Malta                                                                | 1 – 2                                                                | Bulgaria                                                             | Qual. Mondiali 2014                                                  | -                                                                    | Cap. 77’                                                             |
| 11-10-2013                                                           | Ta' Qali                                                             | Malta                                                                | 1 – 4                                                                | Rep. Ceca                                                            | Qual. Mondiali 2014                                                  | 1                                                                    | Cap. 79’                                                             |
| 15-10-2013                                                           | Copenaghen                                                           | Danimarca                                                            | 6 – 0                                                                | Malta                                                                | Qual. Mondiali 2014                                                  | -                                                                    | Cap.                                                                 |
| 19-11-2013                                                           | Ta' Qali                                                             | Malta                                                                | 3 – 2                                                                | Fær Øer                                                              | Amichevole                                                           | 1                                                                    | Cap.                                                                 |
| 5-3-2014                                                             | Durazzo                                                              | Albania                                                              | 2 – 0                                                                | Malta                                                                | Amichevole                                                           | -                                                                    | Cap. 54’ 89’                                                         |
| 4-6-2014                                                             | Loulé                                                                | Gibilterra                                                           | 1 – 0                                                                | Malta                                                                | Amichevole                                                           | -                                                                    | Cap.                                                                 |
| 4-9-2014                                                             | Žilina                                                               | Slovacchia                                                           | 1 – 0                                                                | Malta                                                                | Amichevole                                                           | -                                                                    | Cap.                                                                 |
| 9-9-2014                                                             | Zagabria                                                             | Croazia                                                              | 2 – 0                                                                | Malta                                                                | Qual. Euro 2016                                                      | -                                                                    | Cap. 34’                                                             |
| 10-10-2014                                                           | Ta' Qali                                                             | Malta                                                                | 0 – 3                                                                | Norvegia                                                             | Qual. Euro 2016                                                      | -                                                                    | Cap.                                                                 |
| 13-10-2014                                                           | Ta' Qali                                                             | Malta                                                                | 0 – 1                                                                | Italia                                                               | Qual. Euro 2016                                                      | -                                                                    | Cap. 27’                                                             |
| 8-6-2015                                                             | Ta' Qali                                                             | Malta                                                                | 2 – 0                                                                | Lituania                                                             | Amichevole                                                           | -                                                                    | Cap.                                                                 |
| 12-6-2015                                                            | Ta' Qali                                                             | Malta                                                                | 0 – 1                                                                | Bulgaria                                                             | Qual. Euro 2016                                                      | -                                                                    | Cap. 84’                                                             |
| 3-9-2015                                                             | Firenze                                                              | Italia                                                               | 1 – 0                                                                | Malta                                                                | Qual. Euro 2016                                                      | -                                                                    | 90+2’                                                                |
| 6-9-2015                                                             | Ta' Qali                                                             | Malta                                                                | 2 – 2                                                                | Azerbaigian                                                          | Qual. Euro 2016                                                      | 1                                                                    | Cap. 62’                                                             |
| 13-10-2015                                                           | Ta' Qali                                                             | Malta                                                                | 0 – 1                                                                | Croazia                                                              | Qual. Euro 2016                                                      | -                                                                    | 75’                                                                  |
| 11-11-2015                                                           | Istanbul                                                             | Giordania                                                            | 2 – 0                                                                | Malta                                                                | Amichevole                                                           | -                                                                    | 54’                                                                  |
| 24-3-2016                                                            | Ta' Qali                                                             | Malta                                                                | 0 – 0                                                                | Moldavia                                                             | Amichevole                                                           | -                                                                    | 84’ 88’                                                              |
| 27-5-2016                                                            | Kufstein                                                             | Rep. Ceca                                                            | 6 – 0                                                                | Malta                                                                | Amichevole                                                           | -                                                                    | 46’                                                                  |
| 31-5-2016                                                            | Klagenfurt                                                           | Austria                                                              | 2 – 1                                                                | Malta                                                                | Amichevole                                                           | -                                                                    | 67’                                                                  |
| 31-8-2016                                                            | Pärnu                                                                | Estonia                                                              | 1 – 1                                                                | Malta                                                                | Amichevole                                                           | -                                                                    | 73’                                                                  |
| 4-9-2016                                                             | Ta' Qali                                                             | Malta                                                                | 1 – 5                                                                | Scozia                                                               | Qual. Mondiali 2018                                                  | -                                                                    | 89’                                                                  |
| 8-10-2016                                                            | Londra                                                               | Inghilterra                                                          | 2 – 0                                                                | Malta                                                                | Qual. Mondiali 2018                                                  | -                                                                    | 76’                                                                  |
| 11-10-2016                                                           | Vilnius                                                              | Lituania                                                             | 2 – 0                                                                | Malta                                                                | Qual. Mondiali 2018                                                  | -                                                                    | Cap.                                                                 |
| 11-11-2016                                                           | Ta' Qali                                                             | Malta                                                                | 0 – 1                                                                | Slovenia                                                             | Qual. Mondiali 2018                                                  | -                                                                    | Cap. 78’                                                             |
| 15-11-2016                                                           | Ta' Qali                                                             | Malta                                                                | 0 – 2                                                                | Islanda                                                              | Amichevole                                                           | -                                                                    | 54’                                                                  |
| 6-6-2017                                                             | Graz                                                                 | Malta                                                                | 1 – 0                                                                | Ucraina                                                              | Amichevole                                                           | -                                                                    | 70’                                                                  |
| 10-6-2017                                                            | Lubiana                                                              | Slovenia                                                             | 2 – 0                                                                | Malta                                                                | Qual. Mondiali 2018                                                  | -                                                                    | 62’                                                                  |
| 1-9-2017                                                             | Ta' Qali                                                             | Malta                                                                | 0 – 4                                                                | Inghilterra                                                          | Qual. Mondiali 2018                                                  | -                                                                    | 86’                                                                  |
| 12-11-2017                                                           | Ta' Qali                                                             | Malta                                                                | 0 – 3                                                                | Estonia                                                              | Amichevole                                                           | -                                                                    | Cap.                                                                 |
| 22-3-2018                                                            | Ta' Qali                                                             | Malta                                                                | 0 – 1                                                                | Lussemburgo                                                          | Amichevole                                                           | -                                                                    | 76’                                                                  |
| 26-3-2018                                                            | Belek                                                                | Finlandia                                                            | 5 – 0                                                                | Malta                                                                | Amichevole                                                           | -                                                                    | 62’                                                                  |
| 29-5-2018                                                            | Wattens                                                              | Armenia                                                              | 1 – 1                                                                | Malta                                                                | Amichevole                                                           | -                                                                    | Cap.                                                                 |
| 1-6-2018                                                             | Schwaz                                                               | Malta                                                                | 0 – 1                                                                | Georgia                                                              | Amichevole                                                           | -                                                                    | Cap. 71’                                                             |
| 7-9-2018                                                             | Tórshavn                                                             | Fær Øer                                                              | 3 – 1                                                                | Malta                                                                | UEFA Nations League 2018-2019 - 1º turno                             | 1                                                                    | Cap.                                                                 |
| 10-9-2018                                                            | Ta' Qali                                                             | Malta                                                                | 1 – 1                                                                | Azerbaigian                                                          | UEFA Nations League 2018-2019 - 1º turno                             | -                                                                    | Cap. 90+6’                                                           |
| 11-10-2018                                                           | Pristina                                                             | Kosovo                                                               | 3 – 1                                                                | Malta                                                                | UEFA Nations League 2018-2019 - 1º turno                             | -                                                                    | Cap. 64’, 70’                                                        |
| 17-11-2018                                                           | Ta' Qali                                                             | Malta                                                                | 0 – 5                                                                | Kosovo                                                               | UEFA Nations League 2018-2019 - 1º turno                             | -                                                                    | 64’                                                                  |
| 20-11-2018                                                           | Ta' Qali                                                             | Malta                                                                | 1 – 1                                                                | Fær Øer                                                              | UEFA Nations League 2018-2019 - 1º turno                             | -                                                                    |                                                                      |
| 23-3-2019                                                            | Ta' Qali                                                             | Malta                                                                | 2 – 1                                                                | Fær Øer                                                              | Qual. Euro 2020                                                      | -                                                                    | Cap. 72’                                                             |
| 26-3-2019                                                            | Ta' Qali                                                             | Malta                                                                | 0 – 2                                                                | Spagna                                                               | Qual. Euro 2020                                                      | -                                                                    | 70’                                                                  |
| 10-6-2019                                                            | Ta' Qali                                                             | Malta                                                                | 0 – 4                                                                | Romania                                                              | Qual. Euro 2020                                                      | -                                                                    | 68’                                                                  |
| 12-10-2019                                                           | Ta' Qali                                                             | Malta                                                                | 0 – 4                                                                | Svezia                                                               | Qual. Euro 2020                                                      | -                                                                    | 76’                                                                  |
| 15-10-2019                                                           | Tórshavn                                                             | Fær Øer                                                              | 1 – 0                                                                | Malta                                                                | Qual. Euro 2020                                                      | -                                                                    | Cap. 71’                                                             |
| 18-11-2019                                                           | Ta' Qali                                                             | Malta                                                                | 1 – 2                                                                | Norvegia                                                             | Qual. Euro 2020                                                      | -                                                                    | Cap.                                                                 |
| 11-11-2020                                                           | Sofia                                                                | Malta                                                                | 3 – 0                                                                | Liechtenstein                                                        | Amichevole                                                           | 1                                                                    | cap. 60’                                                             |
| Totale                                                               |                                                                      | Presenze (1º posto)                                                  | 143                                                                  |                                                                      | Reti (1º posto)                                                      | 42                                                                   |                                                                      |

## Palmarès

### Club
- Campionato maltese: 4

Sliema Wanderers: 2003-2004
Valletta: 2011-2012, 2015-2016, 2017-2018
- Coppa di Malta: 4

Sliema Wanderers: 1999-2000, 2003-2004
Valletta: 2009-2010, 2017-18
- Supercoppa di Malta: 3

Valletta: 2011, 2012, 2016

### Individuale
- Capocannoniere del Campionato maltese: 2

1999-2000, 2000-2001
- Capocannoniere della Football League Cup: 1

2007-2008 (4 gol)
- Malta's best XI of all time (2025)